# Concours théâtral interafricain
Le Concours théâtral interafricain est un concours visant à mettre en avant la création théâtrale africaine via une diffusion radiophonique. Il a existé entre 1967 et 1992.
Il est créé par Ocora Radio France, dont Françoise Ligier est alors à la tête des programmes africains, dans le but de favoriser la création théâtrale d'Afrique francophone, tout en permettant la diffusion d'un nouveau programme pour Ocora Radio France.  

## Création et fonctionnement
Le jury du Concours est composé de professionnels du théâtre, de l'art plus largement, comme de la radio. Les membres sont français ou, de plus en plus pendant les années d'existence du Concours, originaires de l'Afrique francophone. 
Les candidats doivent présenter une pièce originale. Cinquante-deux d'entre elles sont sélectionnées par le jury pour être mises en voix et diffusées à la radio ou publiées. 

## Critiques
Dès le lancement du Concours, le fait de faire juger, par des jurys européens, la qualité des créations africaines est critiqué par des écrivains africains, notamment Ousmane Sembène, qui y dénoncent un héritage colonial. Ils mettent en avant la volonté de créer des codes artistiques ne passant pas par une reconnaissance européenne, et craignent que le Concours, et la diffusion radiophonique des œuvres, pérennisent des stéréotypes sur l'Afrique. 
L'analyse des archives du Concours révèle effectivement que les écrivains sont souvent jugés à la lumière des codes du théâtre classique français d'une part et des attentes normées de ce que serait une œuvre authentiquement africaine d'autre part. 
Pour répondre à ces accusation d'ethnocentrisme, émergeant dès la création du concours, les organisateurs visent alors à plus y intégrer les artistes africains et à plus prendre en compte les modalités de leur exercice, notamment en sortant d'un jugement avant tout basé sur le texte de la pièce et valorisant progressivement les troupes. 

## Des lauréats et lauréates
- 1973 : Sony Labou Tansi, Je soussigné cardiaque[4]
- 1989 : Kossi Efoui, Le Carrefour[5]
- 1990 : Marie-Rose Abomo-Maurin, La lettre[6]